# Shrewley
Shrewley – osada i civil parish w Anglii, w Warwickshire, w dystrykcie Warwick. W 2011 roku civil parish liczyła 870 mieszkańców. W obszar civil parish wchodzą także Case Lane, Five Ways Road, Hatton Station, Little Shrewley i Shrewley Common. Shrewley jest wspomniana w Domesday Book (1086) jako Seruelei.